# Leponiscus anatifae
Leponiscus anatifae là một loài chân đều trong họ Hemioniscidae. Loài này được Giard miêu tả khoa học năm 1887.